# بيرات صادق
بيرات صادق (بالفنلندية: Berat Sadik) (14 سبتمبر 1986 بإسكوبية في جمهورية مقدونيا - ) هو لاعب كرة قدم فنلندي في مركز الهجوم. شارك مع منتخب فنلندا تحت 21 سنة لكرة القدم ومنتخب فنلندا لكرة القدم. أما مع النوادي، فقد لعب مع أرمينيا بيليفيلد وزولته فاريجيم وكووبيون بالوسيورا ونادي ثون ونادي كريليا سوفيتوف سامارا ونادي لاهتي ونادي هلسنكي وArminia Bielefeld II ‏.

## وصلات خارجية
- بيرات صادق على موقع الاتحاد الدولي (مؤرشف)  (الإنجليزية)
- بيرات صادق على موقع الاتحاد الأوربي (الإنجليزية)
- بيرات صادق على موقع قاعدة بيانات كرة القدم.إي يو (الإنجليزية)
- بيرات صادق على موقع ناشيونال فوتبول تيمز (الإنجليزية)
- بيرات صادق على موقع Soccerway.com (الإنجليزية)
- بيرات صادق على موقع عالم كرة القدم.نت (الإنجليزية)
- بيرات صادق على موقع AS.com (الإسبانية)